# GSat–6
Insat–4E (GSat–6) műszakilag továbbfejlesztett indiai távközlési műhold.

## Küldetés
Tovább folytatni a távközlési műhold által biztosított szolgáltatások biztosítását (adatátvitelt [vétel-adás], a földi állomások adásának-vételének képességét, a beépített szolgáltatásokat - internet, távoktatás - végzését.

## Jellemzői
Építette és üzemeltette az Insat (ISAR). Üzemeltetésében részt vett az Indiai Űrkutatási Szervezet (angolul: Indian Space Research Organisation, ISRO).
Megnevezései: GSat–6 (Geostationary Satellite); Gsat–6A; Insat–4E  (Indian National Satellite System).
Indítását 2015-re, szolgálati idejét 12 évre tervezik. A Satellite Digital Multimedia Broadcasting (S–DMB) programot teljesíthet. Öt konverter C x S -sávos, öt konverter S x C -sávos tartományban dolgozik. Távközlési berendezései közvetlen digitális rádió- és internet átviteli szolgáltatást, tömörített televíziós műsorszórást és más kommunikációs szolgáltatásokat nyújtanak (mobil telefon, internet, távoktatás).